# Sauris coalita
Sauris coalita är en fjärilsart som beskrevs av Louis Beethoven Prout 1931. Sauris coalita ingår i släktet Sauris och familjen mätare. Inga underarter finns listade.